# High Speed 2

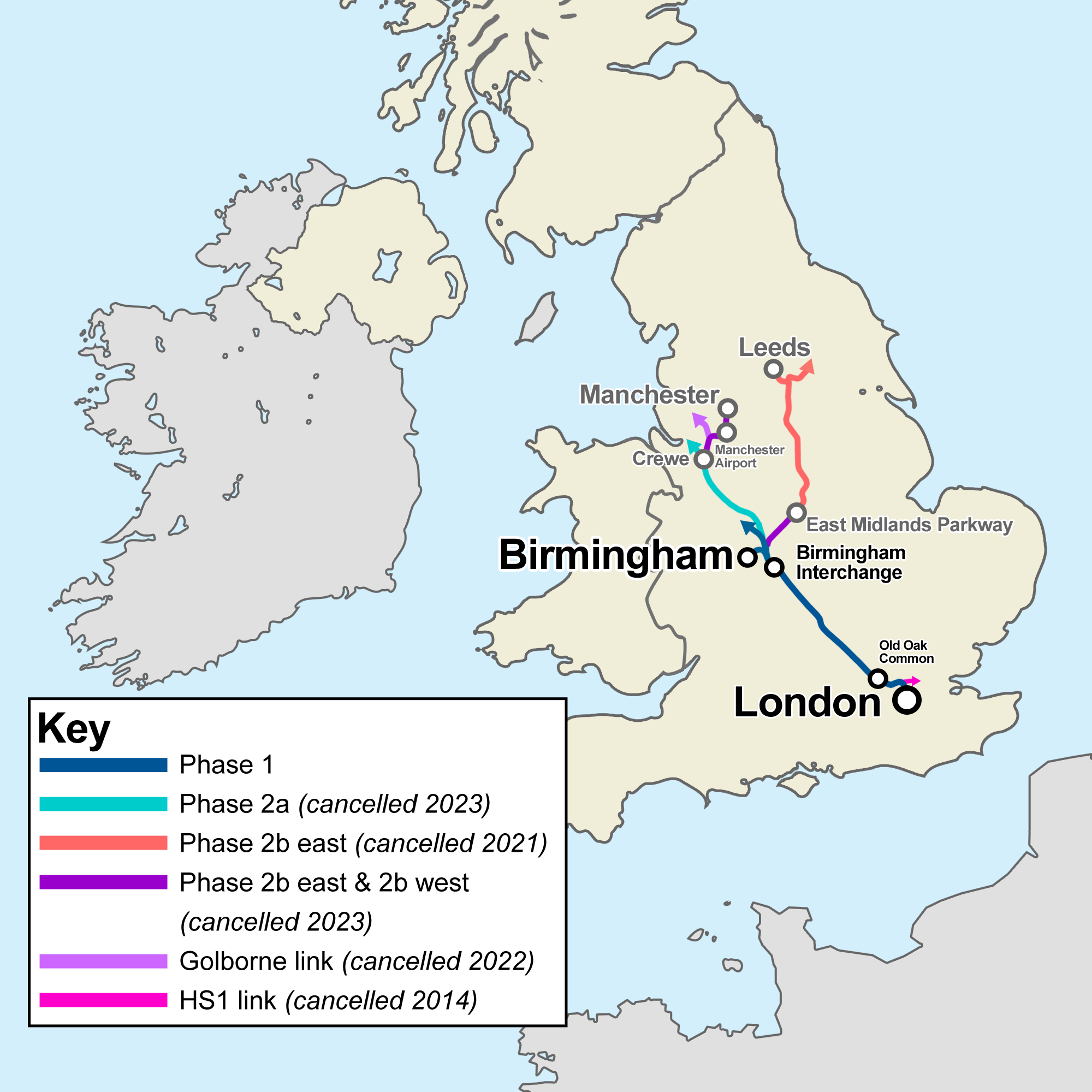
De oorspronkelijk geplande lijnen, met takken naar Manchester en Leeds

High Speed 2 is de projectnaam en vermoedelijke uiteindelijke naam van een Britse hogesnelheidslijn tussen Londen en Birmingham. Voorzien was in een tweetal verdere lijnen naar Manchester respectievelijk Leeds; deze zijn in oktober 2023 geschrapt. Ingebruikname van het traject tussen Londen en Birmingham wordt (in 2023) voorzien tussen 2029 en 2033.

## Plannen

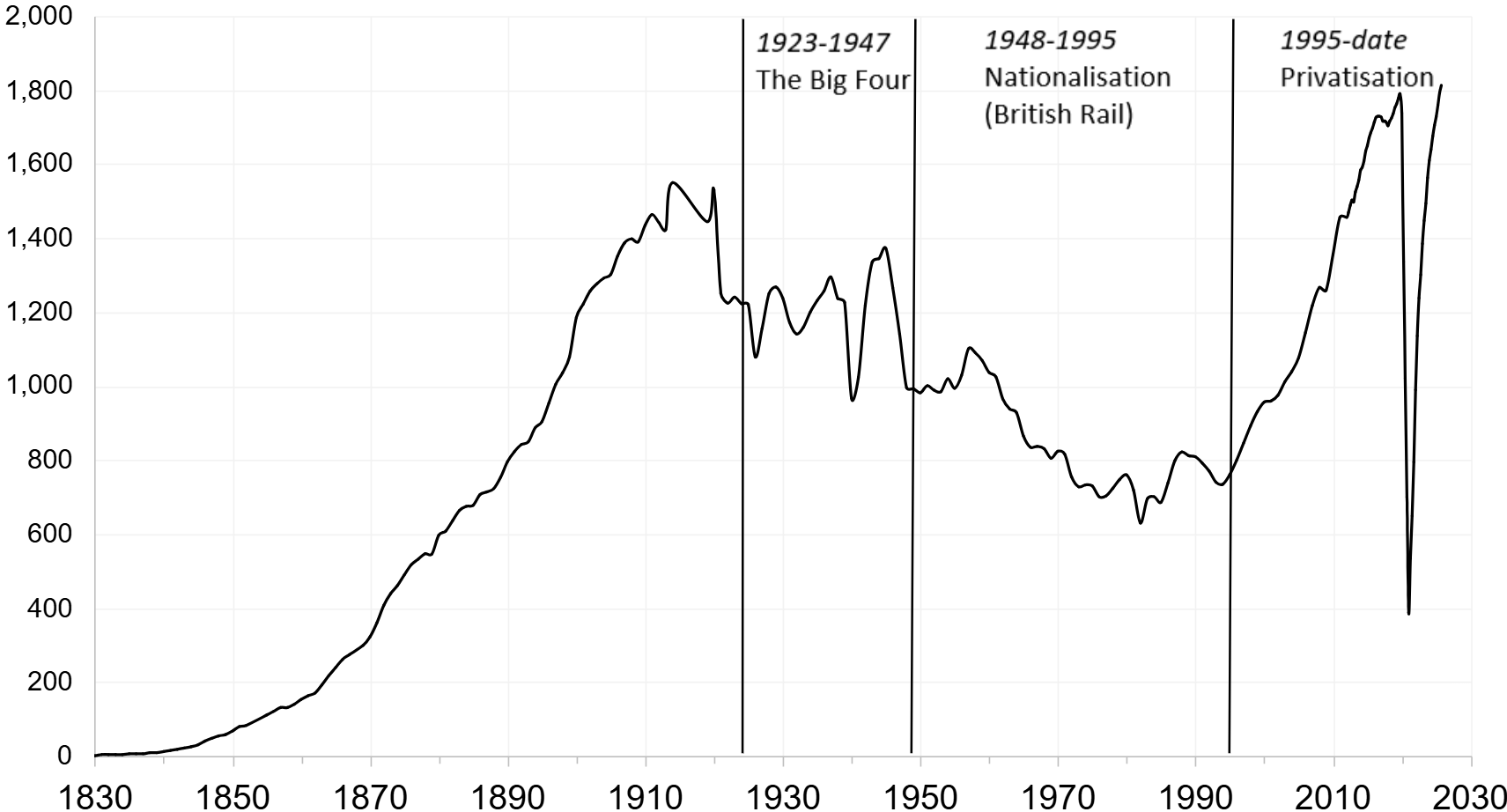
Ontwikkeling van het passagiersaantal op de Britse spoorwegen

De aanleiding tot het project was de sterke groei van het reizigersvervoer op de Britse spoorlijnen, leidende tot congestie op onder meer de West Coast Main Line, die niet door andere maatregelen kon worden opgevangen. Het uiteindelijke plan, aangekondigd in 2012, voorzag in een lijn Londen-Birmingham, met ten noorden daarvan een tak naar Manchester en een tak naar Leeds. Het besluitvormingsproces leidde tot de High Speed Rail (Preparation) Act 2013. 
De plannen voorzagen in (uiteraard) zeer omvangrijke spoorwegwerken, met diverse tunnels en diverse nieuwe stations.

## Werkzaamheden
De bouwkundige werkzaamheden van fase 1 namen een aanvang in 2020. 

## Rollend materieel

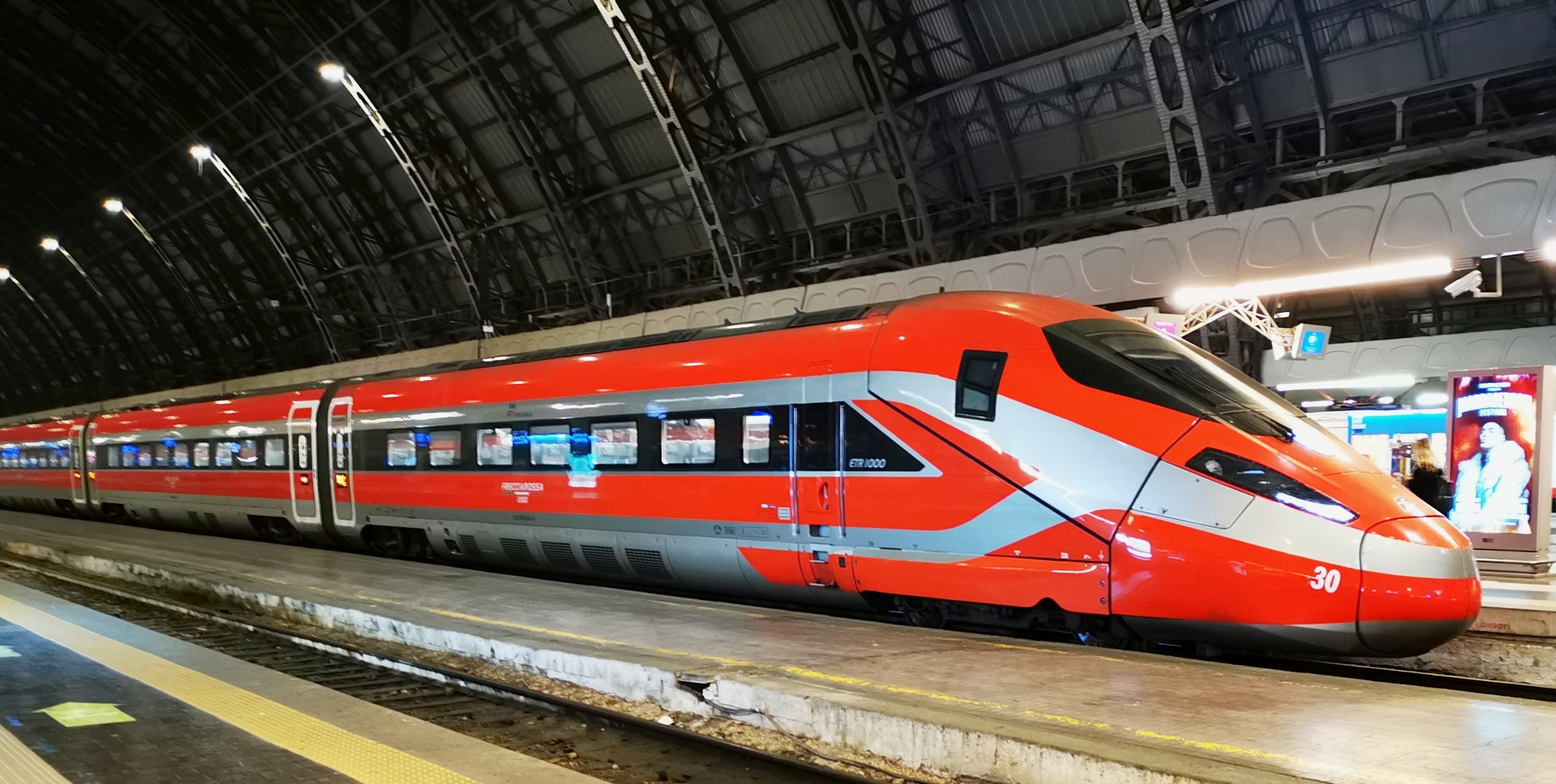
FS ETR 1000

Een aanbestedingsprocedure voor het rollend materieel werd gewonnen door een joint venture van Alstom en Hitachi, met een aanbieding gebaseerd op de FS ETR 1000 van de Italiaanse spoorwegen.

## Kosten
Op diverse momenten werden verschillende cijfers genoemd omtrent de verwachte kosten; duidelijk is dat het project met aanzienlijke kostenoverschrijdingen te maken heeft.